# Meleoma innovata
Meleoma innovata är en insektsart som först beskrevs av Hagen 1861.  Meleoma innovata ingår i släktet Meleoma och familjen guldögonsländor. Inga underarter finns listade i Catalogue of Life.